# Binchō-tan (manga)

## Tóm tắt nội dung
Anime có tính chất giáo dục cao phù hợp mọi lứa tuổi, nội dung xoay quanh công việc hằng ngày của Binchotan và cuộc gặp gỡ với những người bạn mới. Binchotan trong tiếng Nhật có nghĩa là than.

## Nhân vật

### Binchotan
Lồng tiếng: Ai Nonaka
Binchotan cũng là tên của anime, kể về một cô bé sống xa thị trấn trong một căn nhà nhỏ, giống như cái tên, Bincho thường đội 1/2 mành than trên đầu. Mỗi tình tiết là 1 ngày của Bincho làm việc để mua thức ăn và những thứ cần thiết.
Bincho thì mặc cảm vì mình mồ côi và cũng vì Bincho sống đơn độc một mình, Bincho từ chối bất cứ câu hỏi nào của chủ tiệm khi hỏi về mẹ cô. Bincho có thói quen chào hỏi và tạm biệt khi đi khỏi và bước vào nhà.
Đặc biệt Bincho có khả năng thay đổi kích thước của cơ thể. Bình thường Bincho ở trong hình dáng của một đứa trẻ nhưng trong một số trường hợp có thể thu nhỏ người lại như: để vừa với một chiếc giày hay cưỡi lên lưng một con vịt
Tài sản duy nhất của Bincho là bộ Kimono do bà Bincho may. Đó là bộ đồ duy nhất mà Bincho mặc trong các tập phim. Bincho rất cô độc.

### Kunugi-tan
Lồng tiếng: Sakura Nogawa
Kunugi-tan là nhân vật xuất hiện nhiều nhất trong mỗi tập trước khi xuất hiện các nhân vật khác trong anime xuất hiện, Kunugi-tan giàu và sống với nhiều người hầu trong một căn nhà lớn.
Kunugi-tan cũng rất cô đơn mặc dù xoay quanh Kunugi-tan là nhiều người hầu cũng như những người có cùng tầng lớp với cô ấy ở trường.
Kunugi-tan chưa bao giờ được phép khám phá cuộc sống bên ngoài, bởi vì lệnh nghiêm khắc của cha Kunugi-tan.
Kunugi-tan thường ngây người nhìn vào khoảng không xa, như là sự mong mỏi một chút tự do.
Kunugi-tan rất thích Bincho và luôn cô gắng làm quen với cô ấy. Kunugi-tan rất sợ những con bọ mặc dù đôi khi một vài con bám vào áo đầm cô. Kunugi-tan cột hai mảnh than ở trên đầu.

### Chiku-tan
Lồng tiếng: Mai Kadowaki
Chiku-tan rất nhiệt tình. Chiku-tan rất thích phát minh ra mọi thứ và giúp đỡ mọi người. Tóc của Chiku-tan cũng buộc một nửa miếng than tre và khi nó bắt đầu rung lên thì cũng là lúc Chiku-tan nảy ra ý tưởng khi thường gặp vấn đề. Nhười xem có thể thấy như Bincho Chiku-tan cũng sống xa thị trấn và trong một căn nhà cũ, nhưng họ sống cùng nhau với em gái Chiku-rin và ông nội. Chiku-tan rất sợ ma.
Chiku tan thường làm những công việc như Bincho, ngay sau khi họ gặp mặt họ nhanh chóng trở thành bạn của nhau, họ nuôi chó cùng với nhau.Họ của Chikutan Takesumi có nghĩa là than tre.

### Các nhân vật khác
- Chiku-rin

Lồng tiếng: Misato Fukuen
Trong tiếng Nhật Chikurin là rừng tre nhỏ. Là em gái của Chiku-tan, Chiku-rin thường bắt chước giọng của Chikutan nhưng không thể thuần thục vì Chiku-rin còn quá nhỏ
- Aroe

Lồng tiếng: Momoko Saito
Aroe có mái tóc làm từ cây lô hội, nó không có tác dụng và thường làm cho Aroe ấy cần nước. Aroe không có liên hệ trực tiếp với các nhân vật trong anime và thường xuất hiện bên lề mỗi câu truyện. Aroe thường gặp bất thình lình các nhân vật ở cuối mỗi truyện.
Tóc của Aroe làm từ cây lô hội, nó đâm thủng nhiều hồ bơi mini vì quá nhọn.
Aroe thường có trạng thái chóng mặt vì cần nước hoặc gặp những rắc rối.
- Ren-tan

Lồng tiếng: Rina Sato
Ren-tan có mối quan hệ mật thiết với các linh hồn, khi Ren-tan gọi hồn, họ thường tiến sát Chiku-tan làm Chiku-tan nhiều lần khiếp vía. Ren-tan sống trong một ngôi đền và ăn chay. Ren-tan rất may mắn luôn chiến thắng các cuộc xồ số. Rentan có nghĩa là than vụn.
- Abemaki

Lồng tiếng: Rie Kugimiya
Là em họ xa của Kunugi-tan.
- Sudajii

Lồng tiếng: Tomomichi Nishimura 
Là quản gia nhà Kunugi-tan
- Ookushi

Lồng tiếng: Fumihiko Tachiki
Là cha của Kunigi-tan. Ông có chứng bệnh sợ độ cao
- Pukashuu

Lồng tiếng: Miyu Matsuki
Là hình ảnh mà Bincho rất thích, Nó thường xuất hiện ở các loại hàng hóa trong các cửa tiệm.
- Yukari-tan

Lồng tiếng: Mai Nakahara
- Yurio

Lồng tiếng: Seiko Fujiki
Mẹ Aroe
- Sotesuo

Cha Aroe
- Sachi

Con chó của Binchou
- Narrotor

Lồng tiếng: Kikuko Inoue